# Certasig
CertAsig este o companie de asigurări care isi desfasoara activitatea pe teritoriul României .
Compania activează în domeniul asigurărilor generale non-viata, fiind înființată în anul 2003, ca urmare a fuziunii dintre fosta societate Fortuna SA Baia Mare și fosta Asigurarea Româno-Canadiană Aroca SA București.
În anul 2007, Royalton Capital Investors II, fond privat european de investiții,isi exprima dorinta de a achiziționa pachetul majoritar de actiuni ale companiei CertAsig, prin intermediul companiei CertAsig Holdings,devenind una dintre cele mai bine capitalizate societati de asigurari din Romania.
Banca Europeană de Reconstrucție și Dezvoltare (BERD) și Fondul European de Investiții (FEI) se numara printre  investitorii fondului privat Royalton Capital Investors II.
CertAsig Societate de Asigurare si Reasigurare este o companie de asigurari care se adreseaza segmentului corporate, bazandu-se pe vanzarea produselor sale de asigurare cu precadere prin intermediul brokerilor. Deoarece cerintele, asteptarile si nevoile clientilor sunt intr-o continua schimbare, CertAsig vine in intimpinarea acestora cu o gama larga de produse specializate.